# Opération Inmate
Théâtre du Pacifique de la Seconde Guerre mondiale
Batailles
Batailles et opérations de la guerre du Pacifique

Japon :
- Raid de Doolittle
- Bombardements stratégiques sur le Japon (Tokyo
- Yokosuka
- Kure
- Hiroshima et Nagasaki)
- Raids aériens japonais des îles Mariannes
- Campagne des archipels Ogasawara et Ryūkyū
- Opération Famine
- Bombardements navals alliés sur le Japon
- Baie de Sagami
- Invasion de Sakhaline
- Invasion des îles Kouriles
- Opération Downfall
- Reddition du Japon

Pacifique central :
- Pearl Harbor
- Guam (1941)
- Wake
- Raid sur les îles Gilbert et Marshall
- Opération K
- Midway
- Opération RY
- Campagne des îles Gilbert et Marshall
- Campagne des îles Mariannes et Palaos
- Campagne des archipels Ogasawara et Ryūkyū
- Opération Inmate

Pacifique du sud-ouest :
- Nauru
- Invasion des Philippines (1941-42)
- Invasion des Indes orientales néerlandaises
- Opérations de l'Axe dans les eaux australiennes
- Raids aériens japonais sur l'Australie (1942-43)
- Opération Ke
- Campagne des îles Salomon
- Campagne de Nouvelle-Guinée
- Campagne des Philippines
- Campagne de Bornéo (1945)

Asie du sud-est :
- Invasion de l'Indochine (1940)
- Océan Indien (1940-45)
- Guerre franco-thaïlandaise
- Invasion de la Thaïlande
- Campagne de Malaisie
- Hong Kong
- Singapour
- Campagne de Birmanie
- Opération Kita
- Indochine (1945)
- Détroit de Malacca
- Opération Jurist
- Opération Tiderace
- Opération Zipper
- Bombardements stratégiques (1944-45)

Guerre sino-japonaise
Front d'Europe de l’Ouest
Front d'Europe de l’Est
Bataille de l'Atlantique
Campagnes d'Afrique, du Moyen-Orient et de Méditerranée
Théâtre américain
L'opération Inmate est une attaque de la flotte britannique du Pacifique contre des positions japonaises sur l'atoll de Truk, dans le centre de l'océan Pacifique, pendant la Seconde Guerre mondiale.

## Histoire
Les attaques contre les îles isolées les 14 et 15 juin 1945 ont été menées pour offrir une expérience de combat au porte-avions HMS Implacable et plusieurs des croiseurs et destroyers de la flotte avant leur implication dans des opérations plus exigeantes au large des îles japonaises.
Le 14 juin 1945, des avions britanniques ont mené une série de raids contre les positions japonaises à Truk. Le lendemain matin, plusieurs îles ont été bombardées par des croiseurs britanniques et canadiens, même si un seul des quatre navires de guerre impliqués réussit sa mission. D'autres frappes aériennes ont eu lieu dans l'après-midi et la nuit du 15 juin avant que les forces alliées ne regagnent leur base.
L'attaque de Truk fut considérée comme réussie pour la force alliée, les navires et les unités aériennes acquérant une expérience utile tout en subissant deux morts et la perte de sept avions au combat et des accidents. Les dommages aux installations japonaises de l'atoll, qui avaient été attaquées à plusieurs reprises en 1944 et 1945, furent modestes.